# CERN

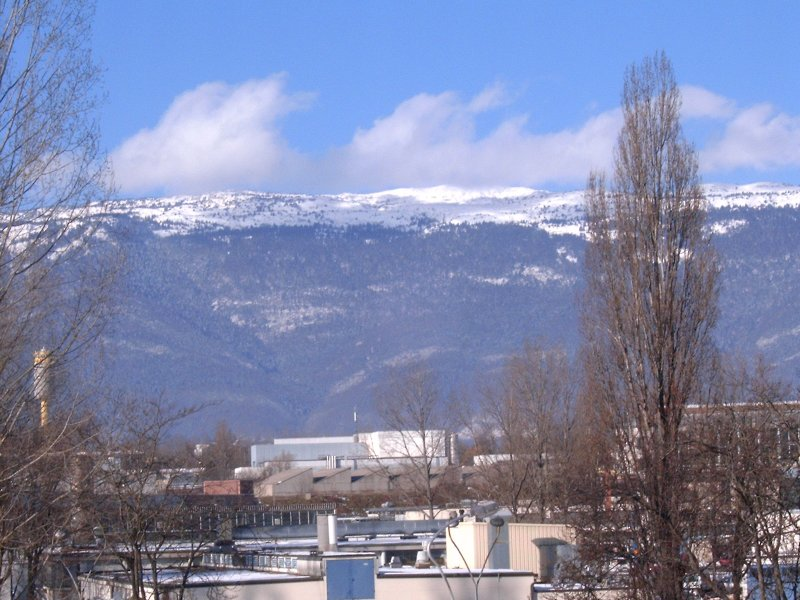
A CERN egy részlete, a háttérben a Jura-hegység már francia oldalon van

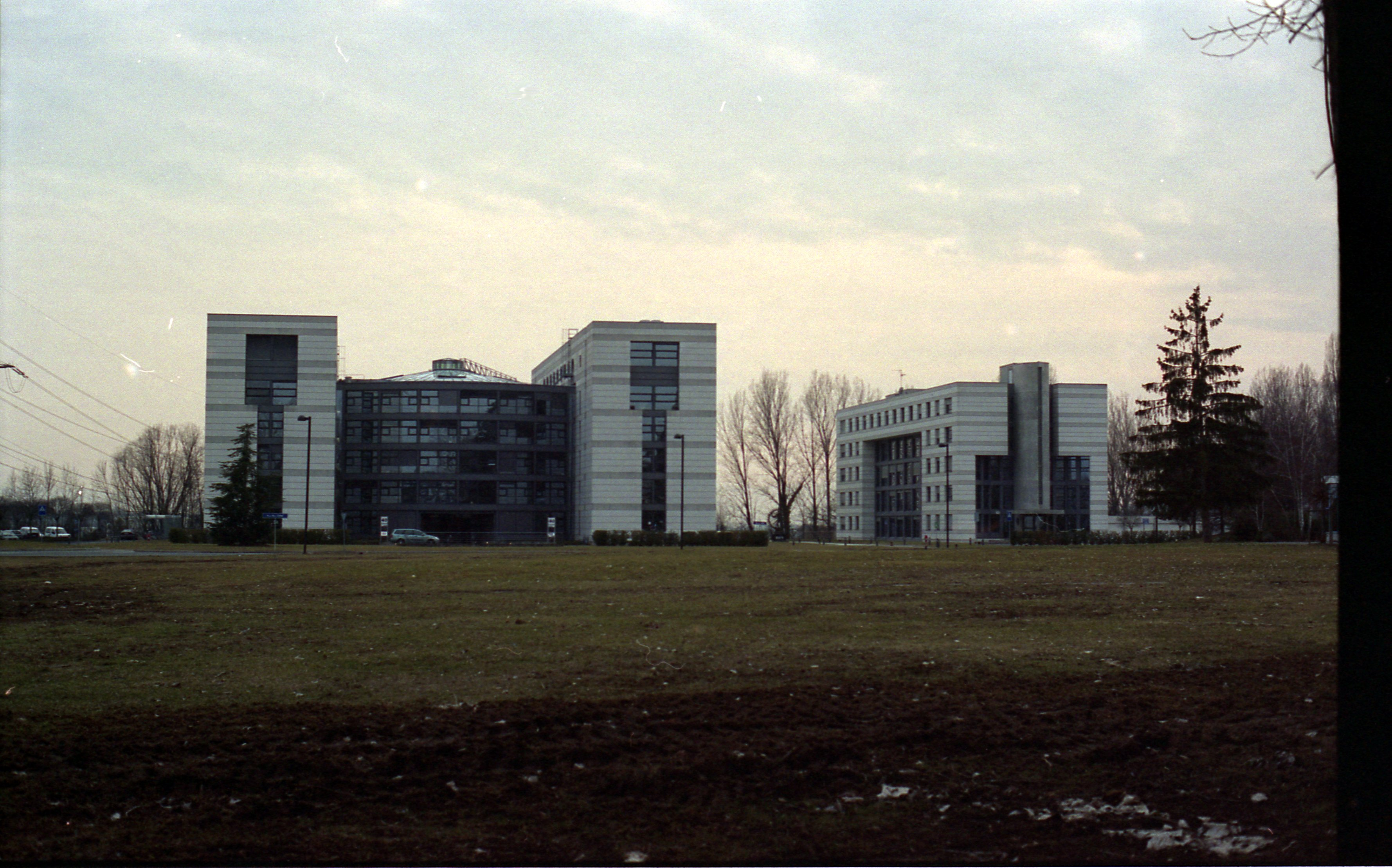
Kutatási épületek a CERN-ben

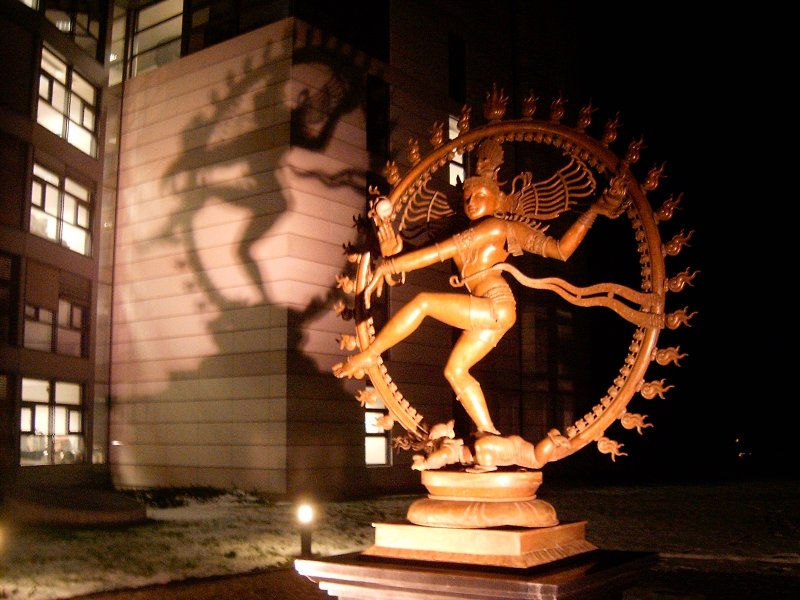
Az indiai Atomenergia Részleg ajándéka ez a Siva-szobor. A 40-es épület mellett található

A CERN (franciául: Conseil européen pour la recherche nucléaire) az Európai Nukleáris Kutatási Szervezet, a részecskefizikai kutatások európai szervezete, a világ legnagyobb részecskefizikai laboratóriuma, a Nagy Hadronütköztető (LHC) és a World Wide Web (WWW vagy röviden Web) születési helye. A francia-svájci határon helyezkedik el, Genftől kissé északra. Az alapító okiratot 1954. szeptember 29-én írta alá 12 ország; jelenleg 23 tagja van.
A CERN célja részecskegyorsítók biztosítása a nagyenergiájú fizika számára. Nemzetközi együttműködések keretében számtalan kísérletet építettek fel itt. A fő telephelyen, Meyrin-ben van egy nagy számítástechnikai központ is, rendkívül hatékony adatfeldolgozó kapacitással.
3000 teljes idejű alkalmazottja van, és mintegy 6500 tudományos kutató és mérnök – 80 nemzet 500 egyeteméről –, a világ részecskefizikai közösségének mintegy fele, dolgozik CERN-beli kísérleteken. A nagyközönség szívesen látott vendége a CERN Mikrokozmosz kiállításának, és lehetőség van időnként ténylegesen működő detektorok szervezett látogatására is.
A CERN nemzetközi szervezet, nem tartozik egyik befogadó állam fennhatósága alá sem, telephelyei a szervezet felügyelete alá tartoznak, mint például az ENSZ épületek az ENSZ alá.

## A CERN betűszó
A CERN betűszó eredetileg a Nukleáris Kutatások Európai Tanácsa (franciául Conseil Européen pour la Recherche Nucléaire) rövidítése volt. Később a „Tanács” elnevezést „Központ”-ra változtatták (Centre Européen pour la Recherche Nucléaire).
Mai két hivatalos neve az angol European Organization for Nuclear Research, azaz Nukleáris Kutatások Európai Szervezete, valamint a European Laboratory for Particle Physics, azaz Európai Részecskefizikai Laboratórium, vagyis a betűszó elvált a tényleges rövidítéstől.

## A CERN története

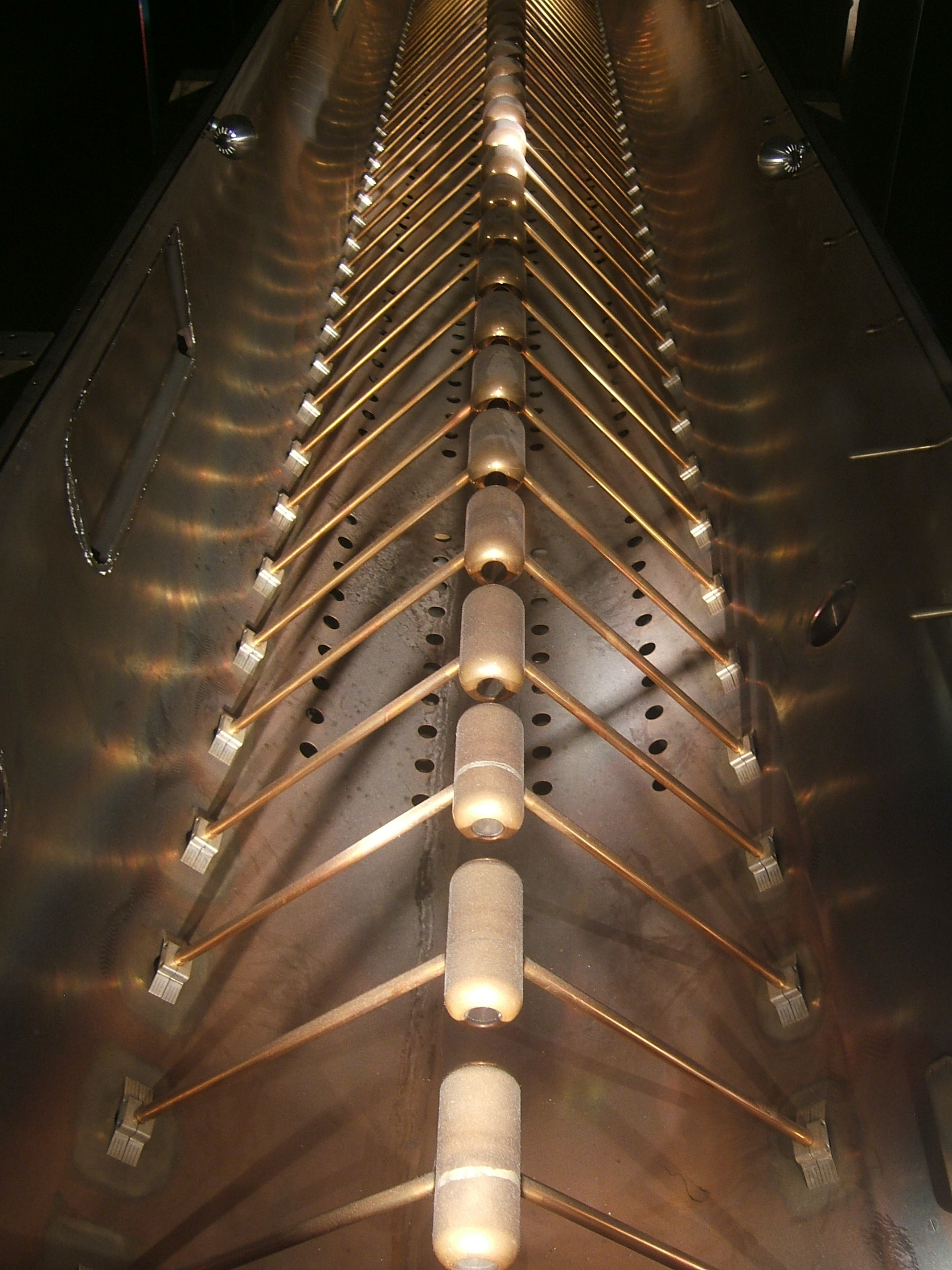
A Linac 1 egyik Alvarez-tartálya nyitva

### A CERN alapítása
Az első hivatalos javaslatot egy európai laboratórium létrehozására Louis de Broglie francia fizikus tette az Európai Kulturális Konferencia 1949. december 6-án Lausanne-ban megnyíló ülésén. További lökést adott az ügynek, amikor Isidor Isaac Rabi amerikai fizikus 1950-ben az UNESCO 5. általános konferenciáján Firenzében javasolta, hogy az európai országok az amerikai nemzeti laboratóriumok mintájára hozzanak létre egy közös kutatóközpontot kimondottan alapkutatási céllal, mindenféle hadicélú felhasználás nélkül. 1951 decemberében az UNESCO kormányközi értekezletén Párizsban határozatot hoztak a CERN  – az elnevezés ekkor született – létrehozásáról, két hónappal később pedig 11 ország egyezményt írt alá az ideiglenes tanács megalakításáról. 1952 májusában találkozott először az ideiglenes tanács Párizsban.[forrás?] 1952. október 1-jén a tanács harmadik ülésén Genfet jelölték meg a szervezet székhelyeként, amit 1953. június 29-én Genf kanton népszavazása kétharmados többséggel jóváhagyott. Az „ideiglenes” CERN 1953. szeptember 29-én kezdődő 6. ülésén Párizsban már 12 európai állam képviselői írták alá az alapító okiratot. A CERN első genfi ülése 1954. február 24-én zajlott le.[forrás?] Az első kapavágásra 1954. március 17-én került sor. A ratifikációs folyamat közben még tartott, az utolsó két ország a 12-ből – Franciaország és Németország – 1954. szeptember 29-én ratifikálta a CERN-ről szóló államközi megállapodást. Az ideiglenes tanács ezután feloszlott. A CERN alapkövét 1955. június 10-én Felix Bloch, a CERN első főigazgatója rakta le.[forrás?]

### Szinkrociklotron
1957-ben üzembe állt a Szinkrociklotron (SC), amely protonokat gyorsított 600 MeV/c impulzusra. Eleinte részecskefizikai és magfizikai kísérletek számára szolgáltatott 600 MeV-os protonokat. 1964-től a magfizikára koncentrált. 1967-től nyalábot szolgáltatott az ISOLDE ionberendezés számára. Több mint 33 éves működés után 1990-ben állították le. 

### Linac 1
A Linac 1 volt a CERN első lineáris gyorsítója. Első protonnyalábját 1958-ban tesztelték, 1959-ben lépett teljesen szolgálatba, amikortól 50 MeV-os protonokat szolgáltatott a protonszinkrotron (PS) számára. 1978-ig, a Linac 2 beindulásáig, az egyedüli protonforrás volt a CERN gyorsítórendszere számára. 33 évi működés után 1992-ben állították le.

### Protonszinkrotron
1959. november 24-én kezdett működni a 28 GeV-os protonokat előállító Protonszinkrotron (PS). Ezzel az energiával rövid időre átvette a világcsúcsot a dubnai Egyesített Atomkutató Intézet-ben 1957 óta – ugyancsak szinkrotronelven működő – Szinkrofazotrontól. A csúcstartó 1960-tól több mint egy évtizedig a Brookhaveni Nemzeti Laboratórium AGS szinkrotrona volt 33 GeV-tal. Az 1970-es évektől a PS elsődleges feladata a CERN újabb gyorsítóinak kiszolgálása lett. Ma is működik, mint az LHC egyik előgyorsítója.
1967-ben kezdték építeni és 1973-ban készítették az első fényképfelvételt a Nagy európai buborékkamrával (BEBC). A BEBC-t 1977-től az SPS kísérleteihez alkalmazták.

### Keresztező tárológyűrűk
1971. január 27-én működni kezdtek a Keresztező tárológyűrűk az (ISR: Intersecting Storage Rings), amelyik két egymást 8 különböző helyen kis szögben keresztező tárológyűrűből álló részecskegyorsító volt, amely a protonszinkrotronból kapott protonokat volt képes tárolni és a két protonnyalábot a metszéspontokban elhelyezett kísérletekben maximálisan 62 GeV tömegközépponti energiával ütköztetni. Itt fejlesztette ki Simon van der Meer a sztochasztikus hűtés eljárását, amellyel nagy intenzitású részecskenyalábot lehet előállítani.

### Szuper protonszinkrotron
A CERN tanácsa 1971-ben kezdeményezte a Szuper protonszinkrotront (SPS), először 1976. június 17-én kapcsolták be. Képes volt 400 GeV-os protonnyalábot szolgáltatni. 1981–84-ig proton–antiproton-ütköztetőként működött. Itt alkalmazták először élesben a holland Simon van der Meer által kidolgozott sztochasztikus hűtés elvét az antiprotonok felhalmozása során.
A BEBC-t 1977-től az SPS kísérleteiben neutrínó- és hadronnyaláboknak tették ki.

### A CERN második telephelye

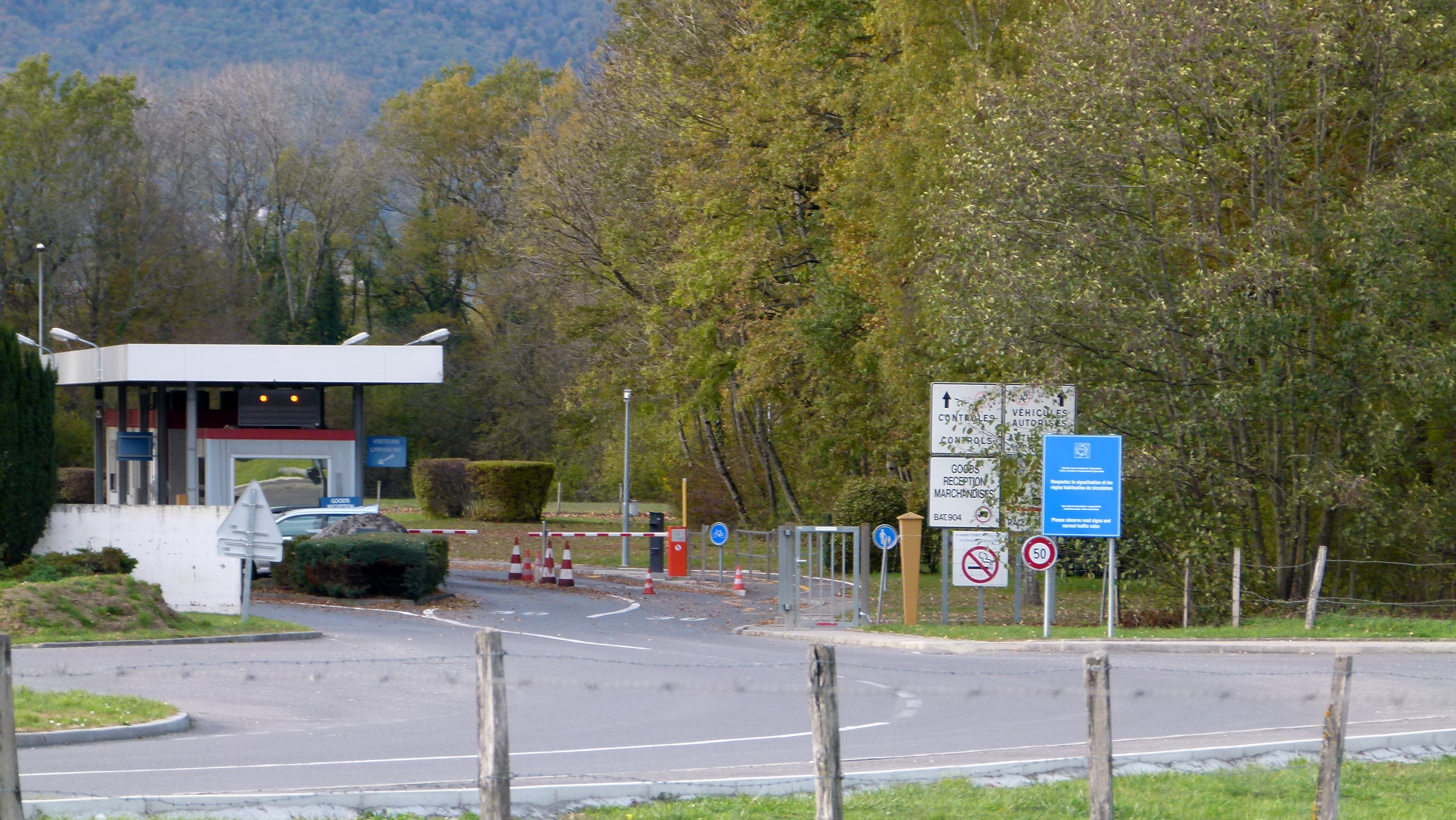
A CERN-Prévessin bejárata

A CERN első telephelye a hivatalosan a svájci Meyrin-ben lévő telephely, amelynek azonban fele ténylegesen a franciaországi Saint-Genis-Pouilly területére esik.
Az eredeti javaslat szerint az SPS-t valahol Európa másik részén építették volna zöldmezős beruházásként egy második CERN-nel együtt. Az országok versengtek egymással, hogy náluk épüljenek meg, a viták politikai veszekedéssé fajultak. Végül John Adams-nek sikerült salamoni bölcsességgel meggyőznie mindenkit, hogy az SPS épüljön a meglévő CERN közelében és a PS legyen az előgyorsítója. Építettek azonban egy másik telephelyet, ugyancsak az SPS nyomvonala mentén, a franciaországi Prévessin-Moëns területén. A két telephelyet az 1970-es években CERN I-nek és CERN II-nek nevezték és független intézetek voltak külön főigazgatóval. Problémát jelentett ugyanis egy francia telephely alárendelése egy Svájc területén működő intézetnek.
1975-ben a CERN tanácsa végül megszavazta a két intézet egyesítését, de a vezetési kettősség egy ideig megmaradt olyan módon, hogy két főigazgató (director-general) vezette a CERN-t, John Adams, mint vezérigazgató (executive director-general) és Leon Van Hove, mint tudományos főigazgató (research director-general). Végül 1981-től vezette egyetlen főigazgató, Herwig Schopper mindkét telephelyet.

### Kisenergiájú antiproton-gyűrű

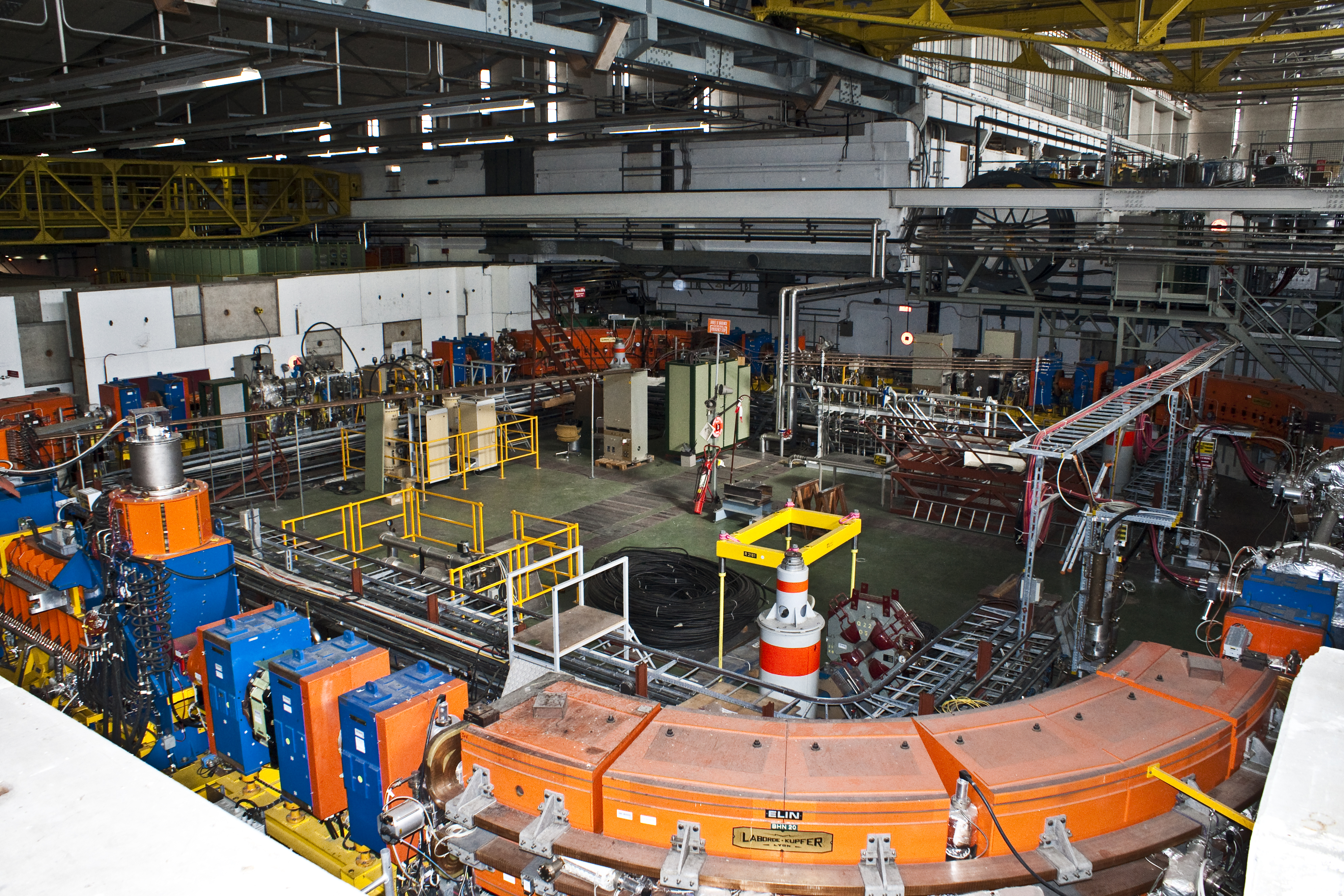
A LEAR a PS déli csarnokában

A Kisenergiájú antiproton-gyűrű (LEAR: Low Energy Antiproton Ring) 1982-től 1996-ig) működött. Egy antiprotonforrás sorban az antiprotongyűjtőn (AC: Antiproton Collector, 1987-től), az Antiproton-felhalmozón (AA: Antiproton Accumulator) és a protonszinkrotronon (PS) keresztül látta el lassítandó vagy gyorsítandó antiprotonokkal. Itt állították elő az első antianyagot 1995-ben, amely 9 antihidrogén atomból állt. A tárológyűrűt 1996-ban zárták be. 1997-től az AC-ből átalakított antiproton-lassító (AD: Antiproton Decelerator) pótolja. Az AA-t ugyanebben az évben szétszedték és Japánba szállították. A LEAR-t 2006-ban átépítették kisenergiájú ion-gyűrűvé (LEIR: Low Energy Ion Ring).

### LEP
A nagy elektron–pozitron ütköztetőgyűrű (LEP: Large Electron Positron) a CERN 1989-től 2000-ig működő 27 km kerületű, elektronokat és pozitronokat ütköztető, ebből a fajtából a világ eddigi legnagyobb energiájú részecskegyorsítója volt. Az első részecskenyaláb 1989. július 14-én körözött az alagútban. Az első fázisban – a Z-bozon tömegének pontos megmérése után – a tömegközépponti energia a Z-bozon tömegére (91 GeV) volt beállítva, hogy a lehető legtöbb Z-bozon keletkezzen. 1995-ben a LEP működésének második fázisához a gyorsítóhoz további rádiófrekvenciás üregrezonátorokat adtak, ami lehetővé tette a 209 GeV tömegközépponti energia elérését és W+W- párok keltését. A LEP alagútjában 2008. szeptember 10. óta a Nagy hadronütköztető, az LHC működik.

## A CERN mai gyorsítói

A CERN gyorsítói

### Az LHC előgyorsító-rendszere
A Nagy hadronütköztető (LHC) előgyorsító rendszere az alábbi részecskegyorsítókból áll, amelyek az előzőtől kapott protonokat, antiprotonokat és nehézionokat gyorsítva adják tovább a következőnek, s végül az LHC-nak.
A proton-előgyorsító rendszer:
1. A Linac 2 50 MeV-os protonokat szolgáltat.
2. A PS Booster (PSB), amely a protonokat 1,4 GeV-ra gyorsítja.
3. A Protonszinkrotron (PS), amely a protonokat 28 GeV-ra gyorsítja.
4. A Szuper protonszinkrotron (SPS), amely a protonokat 450 GeV-ra gyorsítja.

A nehézion-előgyorsító rendszer:
1. A Linac 3 4,2 MeV/u nehézionokat (208Pb53+) szolgáltat.
2. A Kisenergiájú ion-gyűrű (LEIR) tömöríti az ionbolyokat, és 72 MeV/u-ra gyorsítja, hogy az LHC-ban megfelelő luminozitás legyen elérhető.[17]
3. A Protonszinkrotron (PS) az ionokat 5,9 GeV/u-ra gyorsítja.[18]
4. A Szuper protonszinkrotron (SPS) az ionokat 177 GeV/u-ra gyorsítja és átadja az LHC-nak.[18]

### Nagy hadronütköztető

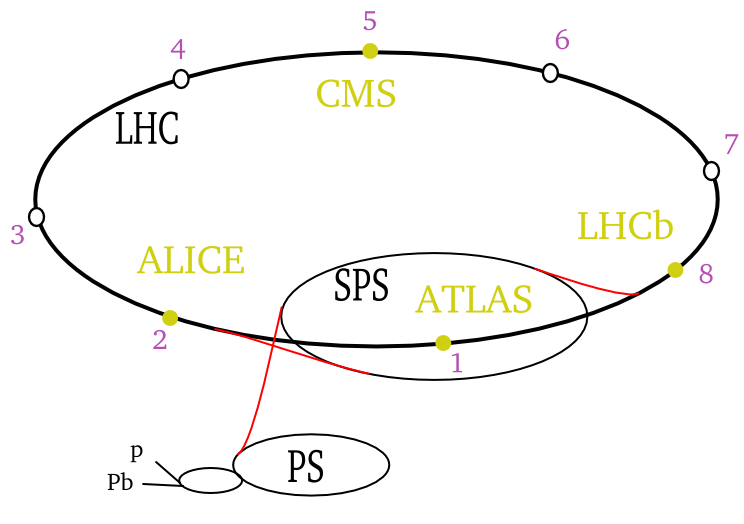
Az LHC detektorai és gyorsítórendszere. A protonnyalábok a „p” jelű lineáris gyorsítóban kezdik útjukat, majd a Booster, a protonszinkrotron (PS, 26 GeV) és a szuper protonszinkrotron (SPS, 450 GeV) után az LHC 27 kilométeres alagútjába jutnak, ahol a négy nagy kísérletben ütköztetik azokat. A LEP-nél a páros sorszámú pontoknál voltak a detektorok L3, ALICE, OPAL DELPHI növekvő sorszám szerint

A Nagy hadronütköztető (LHC: Large Hadron Collider) a CERN jelenlegi legnagyobb gyorsítója. Építése 1999-ben kezdődött és a 2008 szeptemberi teszt után 2009 novemberében kezdett működni. Az LHC többek között a többi részecskének tömeget adó Higgs-részecske keresésére és a szuperszimmetria elméletének igazolására épült a korábbi LEP 27 km kerületű alagútjában.
A PS/SPS rendszer gyorsítja elő az ide kerülő protonokat. Az LHC nyalábenergiája 7 TeV.
Az alagút 100 méterrel a föld alatt húzódik a genfi repülőtér és a közeli Jura-hegység között. Öt kísérlet (CMS, ATLAS, LHCb, TOTEM, ALICE) épült a gyorsító mellett. Mindegyik részecskeütközéseket vizsgál más-más szempontból és technológiával. Építésükhöz hatalmas mérnöki teljesítményre volt szükség. Csak egy példa, a CMS elemeinek föld alá süllyesztéshez Belgiumból kellett egy 2000 tonna teherbírású darut bérelni.

### Kisenergiájú ion-gyűrű
A Kisenergiájú ion-gyűrű (LEIR: Low Energy Ion Ring) 2006-ban indult az 1996-ban leállított LEAR átépítése után.

### ISOLDE
Az 1967-ben üzembe állt ISOLDE radioaktív ionnyaláb-berendezés (ISOLDE: Isotope Separator Online DEvice) radioaktív atommagokat szolgáltat magfizikai, atomfizikai, anyagtudományi, szilárdtestfizikai és élettudományi kísérletek számára. 1974-ben és 1992-ben jelentősen átépítették. A részecskéket jelenleg a PS Boosterben gyorsítják, mielőtt az ISOLDE-ba kerülnének.

### Antiprotonlassító
Az antiprotonlassító (AD: Antiproton Decelerator) 2000-ben állt üzembe, antiprotonokat lassít le a fénysebesség mintegy 10%-ára; az antianyagvizsgálat fontos eszköze.

### CNGS
A CERN másik projektje a CERN neutrínók a Gran Sasso-nak  (CNGS, CERN Neutrinos to Gran Sasso) elnevezésű. Ebben a kísérletben a CERN-ből müon-neutrínókat irányítanak egy olaszországi Gran Sasso-hegység alatti alagútban lévő neutrínódetektorba. A kísérlet célja a Super-Kamiokande által kimutatott neutrínóoszcilláció további vizsgálata.
2011. szeptember 22-én az OPERA kísérlet kutatói bejelentették, hogy 17 és 28 GeV energiájú neutrínókat detektáltak, amelyek látszólag a fénysebességnél gyorsabban tették meg a 730 kilométeres távolságot. Később ezt a kísérletet a CERN Icarus és az OPERA csapata is megismételte és hibásnak itélte. A CERN 2012. március 12-én adott ki egy sajtóközleményt, miszerint a hibát valószínűleg egy rosszul csatlakoztatott GPS-szinkronizációs kábel okozta.

## A CERN tervezett gyorsítói

### ELENA
Az  ELENA (Extra Low ENergy Antiprotons, „Extra kis energiájú antiprotonok”) mintegy 10 m átmérőjű gyűrű, amelyik az Antiprotonlassító 5,3 MeV-os antiprotonnyalábját fogja tovább hűteni és lassítani.

### Linac 4
A Linac 4 a Linac 2 leváltására tervezett lineáris gyorsító.

### SPL
Az SPL (Super Conducting Proton Linac, „szupravezető proton linac”) egy lineáris gyorsító, amely a Linac 4 mögött lesz a gyorsítóláncban.

### CLIC
A CLIC (Compact LInear Collider, „Kompakt lineáris gyorsító”) 3 TeV teljes energiájúra tervezett elektron–pozitron gyorsító és ütköztető.

### HiLumi LHC
A HiLumi LHC (High Luminosity Large Hadron Collider) a jelenlegi LHC névleges luminozitásának megtízszerezésével létrehozott gyorsító.

## A legfontosabb tudományos eredmények

### Antianyag
A PS melletti kísérlet segítségével figyelt meg Antonino Zichichi – és vele egyidejűleg az AGS segítségével Brookhavenben Leon Lederman – 1965-ben először antianyag atommagot, konkrétan antideutériumot.
1996: A LEAR-tárológyűrűnél antihidrogén-atomot hoztak létre. Ezzel megszületett az első bizonyíték, hogy az anyag és az antianyag között kismértékű eltérés van (CP-sértés).
2001: Ezt egy további kísérlet megerősítette.
2002-ben több ezer „hideg” antihidrogén atomot állítottak elő és tároltak (antiprotonlassító, ATHENA-együttműködés).
2011-ben sikerült antihidrogént csapdában tartani több mint 15 percig.

### Gyorsító- és detektorfizika
1968-ban Georges Charpak feltalálta a sokszálas proporcionális kamrát, amelyik egy gázzal töltött kamrában számtalan párhuzamos vezetéket tartalmazott a jobb hely- és energiafelbontás érdekében. Automatizálta és jelentősen felgyorsította a részecskeazonosítást. 1992-ben fizikai Nobel-díjat kapott érte.
1968-ban Simon van der Meer feltalálta a sztochasztikus hűtést, amivel sikerült a korábbinál sokkal intenzívebb részecskenyalábokat létrehozni és így megnövelni az ütköztetőkben a luminozitást, azaz az ütközések idő és keresztmetszetegységre eső számát.

### Elektrogyenge kölcsönhatás
A francia André Lagarrigue a Gargamelle buborékkamrával 1973-ban felfedezte a Z0-részecske semleges áramát.
1984-ben az SPS UA1 kísérletével felfedezték a gyenge kölcsönhatás közvetítő részecskéit, a W- és Z-bozonokat, amiért Carlo Rubbia és Simon van der Meer fizikai Nobel-díjat kapott 1984-ben.

### Kvark-gluon plazma
2000: Az első nyomok arra, hogy kvark-gluon plazma keletkezett; ezzel kapcsolatos további kísérleteket az LHC ALICE-detektoránál terveznek.

### Standard modell
A LEP-pel a Z-bozon tömegszélességének pontos megmérésével 1989–90-ben kimutatták, hogy csak három részecskecsalád létezik.
2012-ben az LHC két kísérlete, a CMS és az ATLAS felfedezett egy 125 GeV/c² körüli tömeggel rendelkező bozont, amelynek a tulajdonságai összhangban vannak a standard modell Higgs-bozonjával.

## A CERN és a számítástechnika

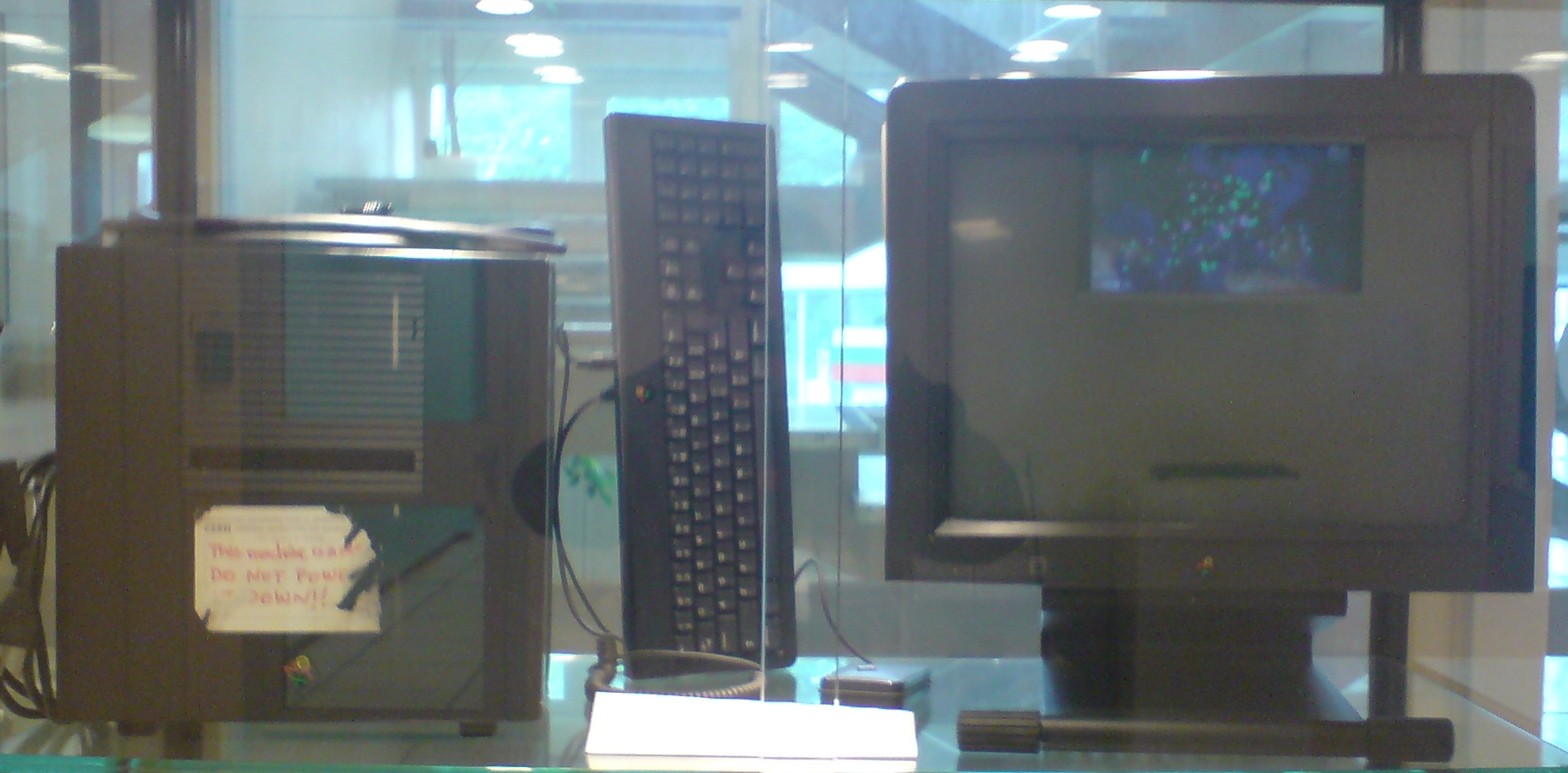
A CERN Berners-Lee által használt első webszervere

### WWW
A World Wide Web (világháló) alapelveit Tim Berners-Lee a CERN munkatársaként dolgozta ki 1990-ben.

### Grid
Jelenleg a sok távoli számítógépet összekötő Grid-et fejlesztik a CERN-ben, amely az LHC miatt jelentősen megnövekedett számolási szükségletet hivatott kielégíteni.

## A CERN tagjai

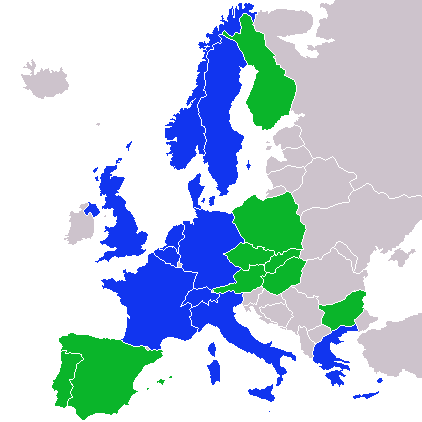
A CERN tagországai. Kékkel az alapító tagok, zölddel a később csatlakozók

Alapító tagok: Belgium, Dánia, Németország, az Egyesült Királyság, Franciaország, Görögország, Hollandia, Jugoszlávia, Norvégia, Olaszország, Svájc, Svédország.
Azóta:
- Ausztria 1959-ben  csatlakozott
- Jugoszlávia kivált 1961-ben
- Spanyolország 1961-ben csatlakozott, 1969-ben kivált, majd 1983-ban újra csatlakozott
- Portugália 1985-ben  csatlakozott
- Finnország és Lengyelország 1991-ben  csatlakozott
- Magyarország 1992-ben  csatlakozott
- Csehország és Szlovákia 1993-ban  csatlakozott
- Bulgária 1999-ben  csatlakozott
- Románia 2015-ben csatlakozott.[32]
- Szerbia 2018-ban csatlakozott

## Magyar részvétel
Itt elsősorban a kísérleti fizikusokról van szó. Az elméleti fizikusokról is bővebb szó esik a forrásmunkában.
Részecskefizikai kutatás elsősorban a következő intézetekhez köthető:
- KFKI Részecske és Magfizikai Kutatóintézet (RMKI) →HUN-REN Wigner Fizikai Kutatóközpont
- Eötvös Loránd Tudományegyetem Elméleti Fizika Tanszék és Atomfizika Tanszék
- Debreceni Egyetem Elméleti Fizika Tanszék és Kísérleti Fizika Tanszék
- HUN-REN ATOMKI MTA Atommagkutató Intézete

### Előtörténet
Magyarország sok kutatója vett és vesz részt a CERN-es részecskefizikai és magfizikai mérésekben.
Az első kaput 1964-es Dubna-CERN egyezmény nyitott Magyarország számára, mely lehetővé tette magyar kutatók munkavégzését a CERN-ben.
Először magyar kutatók a EMC (Európai Müon-Együttműködés) méréseiben vettek részt, nyolcan a KFKI Részecske és Magfizikai Kutatóintézetéből. A mérés célja a kvarkok kölcsönhatását leíró kvantum-színdinamika kísérleti ellenőrzése volt.
Részt vettek többen a LEP L3-detektorának kísérletében, melynek célja a standard modell vizsgálata volt. A detektor kimutatta, hogy nincs több részecskecsalád a már ismert hármon kívül. Nem sikerült ugyan megtalálni a Higgs-bozont, de tömegét jelentősen behatárolták 114 és 250 GeV/c² közé. A mérési pontosság lehetővé tette, hogy a fel nem fedezett top-kvark tömegét megbecsüljék. Ez igen jól egyezett a Fermilab Tevatron gyorsítójánál megtalált top ott mért tömegértékével.

### CERN tagként
A felvételről szóló előzetes megállapodást Carlo Rubbia, a CERN akkori főigazgatója, és Pungor Ernő tárca nélküli miniszter írta alá 1992. április 26-án. Magyarország 1992. június 26-án csatlakozott a CERN-hez, ekkor vette fel Magyarországot egyhangú szavazással a CERN Tanács.
A szuper-protonszinkrotron (SPS) NA49 nehézionfizikai kísérletéhez rögtön csatlakozott egy csoport, mely a berendezés felépítésében is részt vett a „Budapest-falnak” nevezett detektor megépítésével, mely repülési időt (közvetve sebességet) mért.
Magyarország belépésünk óta nagyobb létszámmal vett részt a LEP OPAL detektorának kísérleteiben. Mivel a detektor már készen volt, az ottani tudósaink főleg a fizikai analízisekben vettek részt: a Higgs-bozon keresésében, a standard modell ellenőrzésében és fotonfizikai vizsgálatokban.
Az épülő LHC kísérleteiben két csoport vesz részt
- a részecskefizikusok a CMS-detektorának építésében, tesztelésében, elindulása után majd a kísérletek elemzésében,
- nehézion-fizikusaink pedig elsősorban az ALICE kísérletben.

Vannak kutatóink az antiproton-lassítóhoz (AD) csatlakozó japán-európai ASACUSA-kísérletben is, ahol antiprotonos kísérletekkel vizsgálják többek között a CPT-szimmetriát. Az ASACUSA egy rövidítés (Atomic Spectroscopy And Collisions Using Slow Antiprotons = atomi spektroszkópia és ütközések lassú antiprotonok felhasználásával), de emellett utalás Tokió híres Asacusa-szentélyére is.
Végül részt veszünk az LHCb kísérlet Online Monitoring rendszerének fejlesztésében is.
Az alagút építésénél használták a MOM Gi-B3 típusú giróteodolitját.

## A CERN és a kultúra
A CERN a kiinduló helyszíne az Angyalok és démonoknak, Dan Brown regényének, illetve az abból készült 2009-es filmnek. A CERN angol nyelvű oldalán leírás található arról, hogy mi igaz, és mi nem a könyv CERN-nel kapcsolatos állításaiból.
A CERN dolgozóinak tudományos produktuma évente körülbelül kétezer cikk és tízezernyi konferenciákhoz kapcsolódó dokumentum (bemutatók, poszterek, előadás-jegyzetek, stb.). Ezeknek a anyagoknak a tárolására és szolgáltatására 1993-ben létrehozták a CDS - CERN Document Server  nevű intézményi gyűjteményt, mely 1996-ban összeolvadt a könyvtár katalógusával, így egy közös felhasználói felületen érhetők el. Az adatbázis 2012-ben közel egymillió bejegyzést, közöttük 450 ezer nyílt hozzáférésű preprintet tartalmazott, s napi átlagos gyarapodása 280 tétel.  